# Avenue Bel-Air
Ne doit pas être confondu avec Avenue de Bel-Air ou Avenue du Bel-Air.
L'avenue Bel-Air (en néerlandais : Schoon Uitzichtlaan) est une avenue de la commune bruxelloise d'Uccle, à proximité de la forêt de Soignes.

## Situation et accès
Elle est, en partie, parallèle à l’avenue Winston Churchill et à la rue Vanderkindere. En partant de la chaussée de Waterloo on rejoint la rue Gabrielle, à la hauteur de l'ambassade de Roumanie.

## Bâtiments remarquables et lieux de mémoire

### Ambassades et consulats
- Section Éducation de l’Ambassade de la République populaire de Chine] au Royaume de Belgique[2]

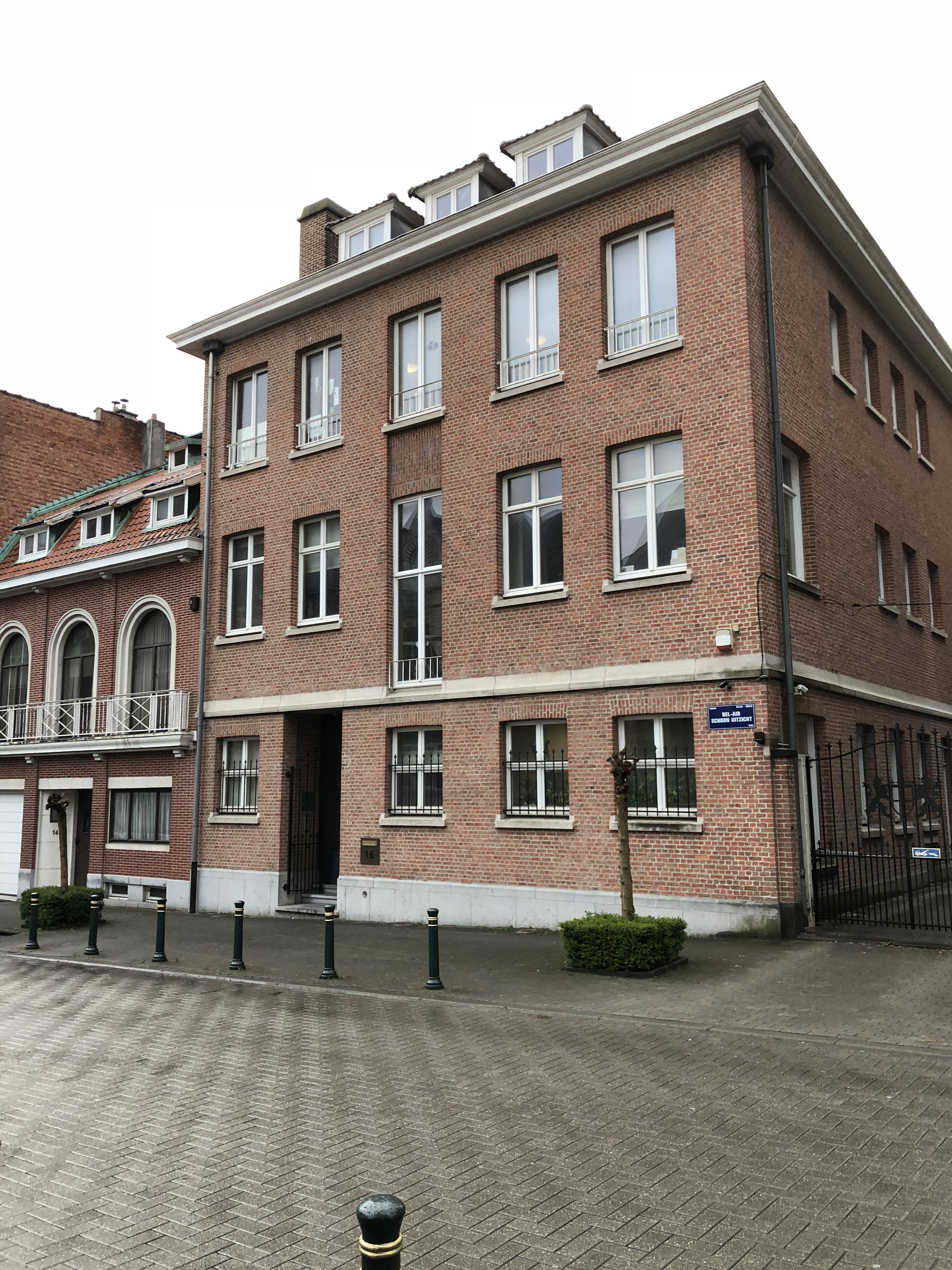
Section Éducation de l’Ambassade de la République populaire de Chine 16 avenue Bel-Air